# Emscripten
Emscripten ist ein LLVM-zu-Web-Compiler. Emscripten kompiliert LLVM-Assemblercode zu Standard-JavaScript oder zu WebAssembly. Je nach verwendeter Programmiersprache werden bei der Übersetzung verschiedene Ansätze verfolgt. Der Sourcecode wird entweder direkt von LLVM-Bytecode in JavaScript übersetzt (z. B. C++ oder C), oder die Ausführungsumgebung der Programmiersprache wird in JavaScript übersetzt. Die kompilierte Ausführungsumgebung wird dann genutzt um Code der jeweiligen Programmiersprache auszuführen (z. B. CPython). Emscripten unterstützt eine ganze Reihe von Programmiersprachen, der Fokus der Entwickler liegt aber auf der Übersetzung von C und C++.
Ein Beispiel für die Anwendung von Emscripten zeigt die Portierung der Unreal Engine 4 auf JavaScript.

## Übersetzungsvorgang
Die erste Stufe des Kompiliervorgangs ist das LLVM-Frontend. Das verwendete LLVM-Frontend übersetzt den Sourcecode der verwendeten Sprache in LLVM-Assemblercode (LLVM Intermediate Representation). Für die Übersetzung von C++-Code kann beispielsweise Clang verwendet werden. Der erzeugte LLVM-Assemblercode wird anschließend von LLVM mit dem entsprechenden Backend in die Zielsprache übersetzt. Normalerweise würde im Backend der ausführbare Assembler-Maschinencode für eine bestimmte Plattform erzeugt. Diese Rolle übernimmt stattdessen der Emscripten-Compiler. Der Emscripten-Compiler übersetzt den erzeugten LLVM-Assemblercode zu einem performant übersetzbarem Subset von JavaScript (asm.js).

## Performance
Im Gegensatz zur Ausführung nativer Applikationen ist die Ausführungsgeschwindigkeit von Emscripten-generiertem JavaScript-Code deutlich geringer. Dabei spielt auch der verwendete Browser eine große Rolle, je nach Anwendung variiert die Performance stark. Ein optimistischer Richtwert ist eine ca. zweifach längere Ausführungszeit. Bei performance-kritischen Anwendungen muss daher auch die Ausführungsumgebung genau spezifiziert werden.

## Lizenz
Emscripten ist als freie Software unter zwei verschiedenen Lizenzen verwendbar: MIT-Lizenz und University of Illinois/NCSA Open Source License.

## Verwendung
Seit dem 23. Dezember 2014 verwendet das Internet Archive eine Emscripten-konvertierte DOSBox-Emulation für Browser-basierte Präsentation von Tausenden archivierter DOS-Computerspiele, ausschließlich für Schul- und Forschungszwecke.